# بيفرلي مورتنسن
بيفرلي مورتنسن (بالإنجليزية: Beverly Mortensen)‏ هي موسيقية وملحنة أمريكية، ولدت في 1950.